# Leporinus lacustris
Leporinus lacustris és una espècie de peix de la família dels anostòmids i de l'ordre dels caraciformes.

## Morfologia
- Els mascles poden assolir 20,3 cm de llargària total.
- Nombre de vèrtebres: 33.[4][5]

## Hàbitat
Viu en zones de clima tropical entre 22 °C - 27 °C de temperatura.

## Distribució geogràfica
Es troba a Sud-amèrica: conca del riu Paranà.